# Japán vízisikló
A japán vízisikló (Rhabdophis tigrinus) vagy japán fűkígyó, tigrissikló a hüllők (Reptilia) osztályába, a pikkelyes hüllők (Squamata) rendjébe, a kígyók (Serpentes) alrendjébe és a valódi siklófélék (Colubridae) családjába tartozó, főleg Délkelet-Ázsiában előforduló faj.

## Leírása
A japán vízisikló nagyjából a nálunk is honos vízisiklóhoz (Natrix natrix) hasonló méretű (60-70, legfeljebb 130 centiméter hosszú) kígyó, kerek pupillákkal és a testtől alig elkülönülő fejjel. Testének alapszíne olajzöldes-szürkésbarnás, fekete és vöröses-narancssárgás keresztsávokkal vagy pettyekkel, a fejen a vízisiklóéhoz hasonló mintázat található; hasa fehéres. Ez a faj ún. hátsóméregfogas sikló, megnyúlt és barázdált méregfogai felső állkapcsának hátsó részében helyezkednek el. 

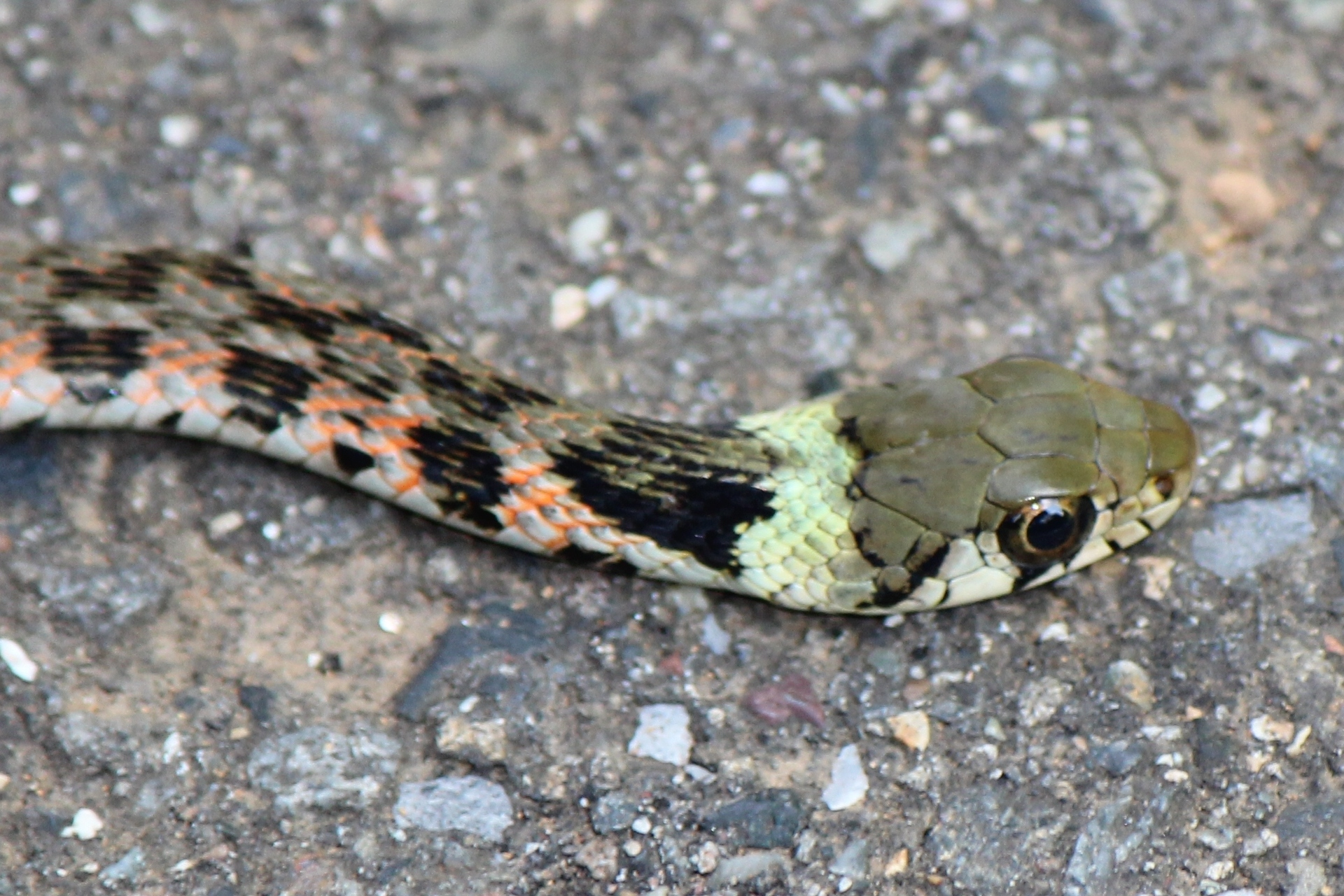
Az állat feje

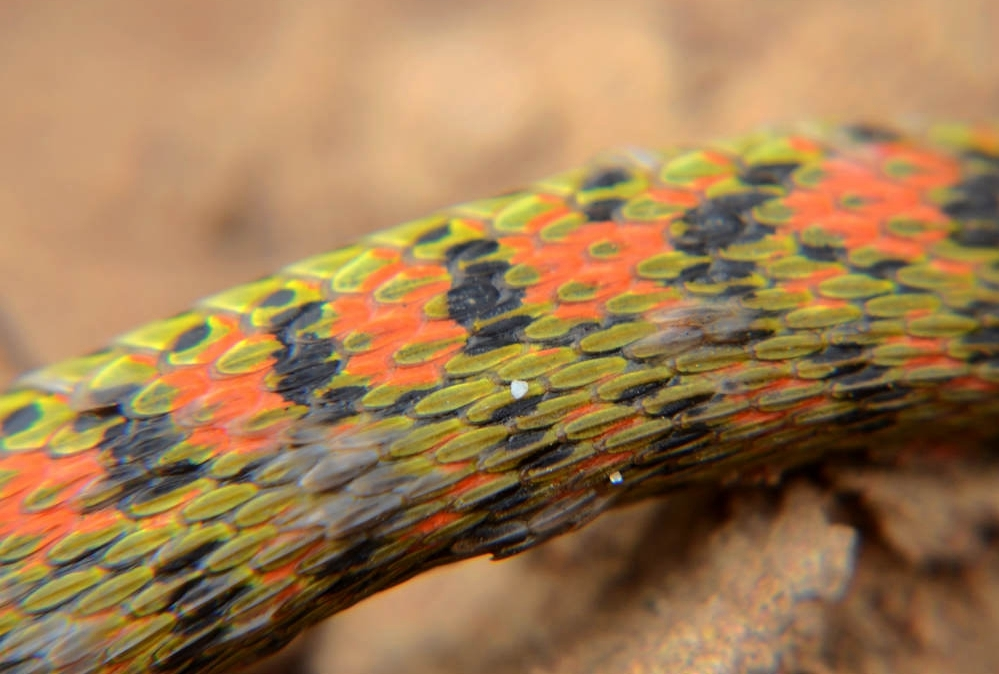
Mintázata - közelről

## Elterjedése
A japán vízisikló Kelet-Oroszországban, Észak- és Dél-Koreában, Kínában, Tajvanon, Vietnamban és Japánban (Jakusima, Tanegashima, Kyūshū, Sikoku, Honsú, Osaka és a Rjúkjú-szigetek) fordul elő. Egyetlen alfaja, a R. t. formosanus csak Tajvanon él. 

## Életmódja
Földön élő, éjszakai életmódú, félig vízben élő faj, napközben búvóhelyén tartózkodik. Tápláléka főleg kisebb gerincesekből, leginkább békákból áll, különösen a fiatalok halat is esznek. Zsákmányát a legtöbb kígyóhoz hasonlóan szaglásával találja meg. Tojásrakással szaporodik, a fészekben 18-25 tojás lehet. 

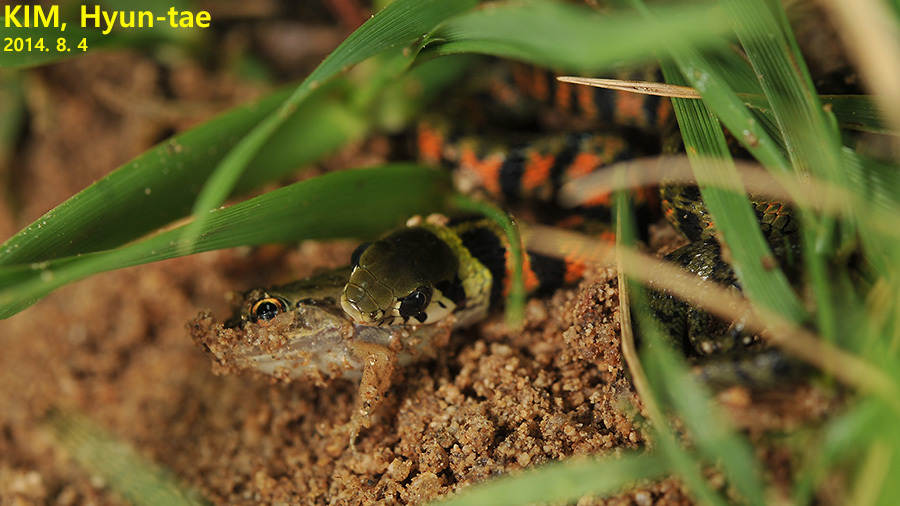
Japán vízisikló az elejtett békával

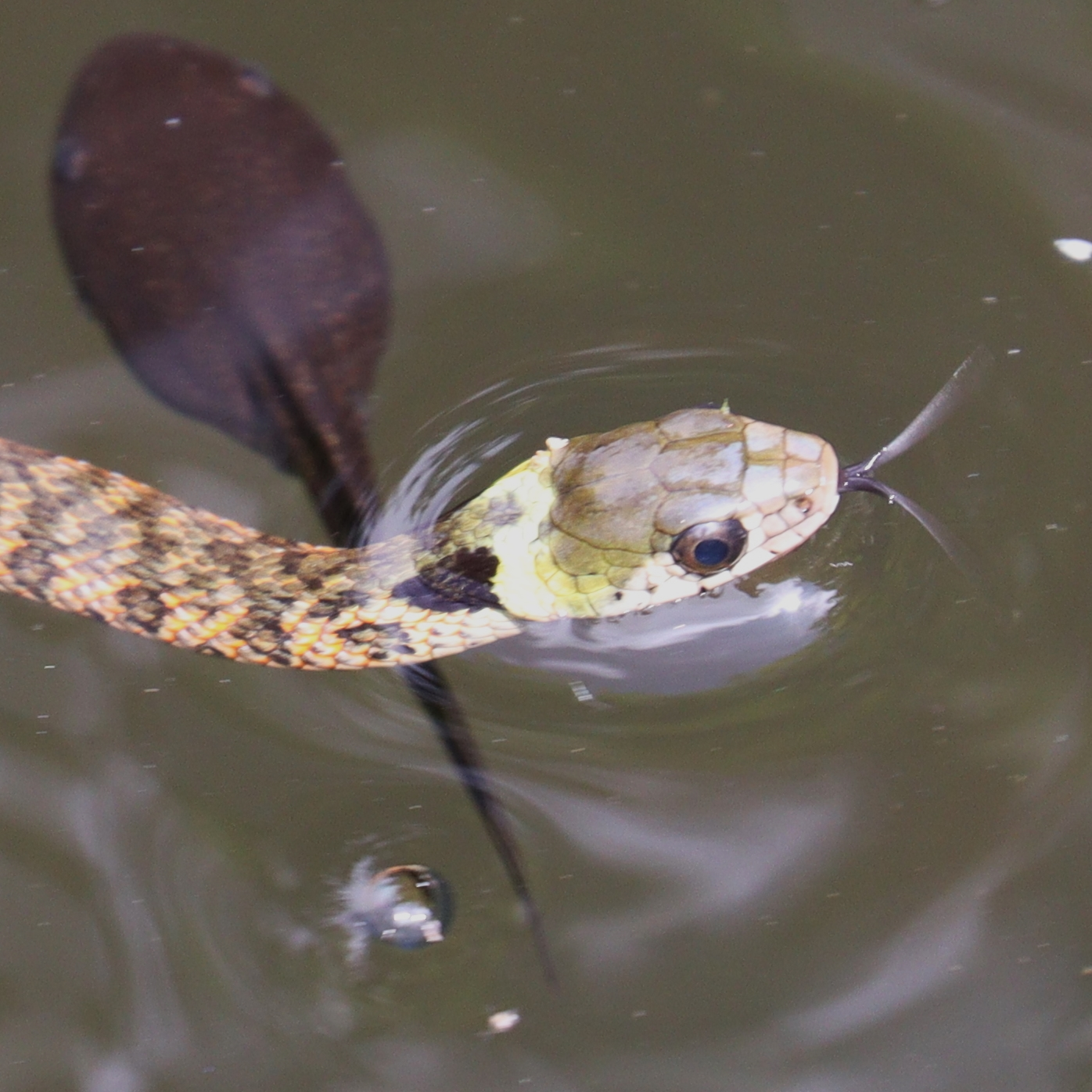
Félig vízi életmódot folytat

## Védekező viselkedése
Ha hűvös időben sarokba szorítják, passzívan védekezik: a kobrákhoz hasonlóan ellapítja nyakát, sőt testét; melegebb időben hajlamosabb menekülni.  Mérgeskígyó mivolta ellenére kevés feljegyzett haláleset történt, mivel megfélemlítésre hajlamosabb a teste ellapításával reagálni. E viselkedés annak az oka lehet, hogy méregfogai - mint általában a hátsóméregfogas kígyóknál - túlságosan hátul helyezkednek el ahhoz, hogy egy nagyobb élőlényt sikeresen meg tudjon marni.

### Mérge
A kígyó nyakában két méregmirigy található, amelyek a lenyelt varangyok mérgét választják ki. Maga a mirigy nem a méreganyagok előállítására, hanem inkább tárolására szolgál. A mérget főként egyik mérgező zsákmányától, a japán varangytól (Bufo japonicus) "szerzi be".  Egy amerikai-japán kutatás szerint azokon a területeken, ahol nem élnek varangyok, a kígyók nem rendelkeznek ezzel a méreggel.
A kígyó által képezett vegyület (a varangyok mérge mellett) véralvadásgátló hatású. Mérge ellen létezik egy hatékony antiszérum, amely néhány órán belül hat. Marása azonban kezelés híján belső vérzést is okozhat.
Marása ugyan gyakori, de ritkán veszélyes; ennek ellenére súlyos tünetekre kell számítani, a helyi duzzanattól és fájdalomtól a fejfájásig és az eszméletvesztésig. A halált sokk vagy akut veseelégtelenség válthatja ki. A fajnak legalább 3 haláleset tulajdonítható.

## Fordítás
- Ez a szócikk részben vagy egészben  a   Tigernatter című német Wikipédia-szócikk ezen változatának fordításán alapul.  Az eredeti cikk szerkesztőit annak laptörténete sorolja fel. Ez a jelzés csupán a megfogalmazás eredetét és a szerzői jogokat jelzi, nem szolgál a cikkben szereplő információk forrásmegjelöléseként.
- Ez a szócikk részben vagy egészben  a   Rhabdophis tigrinus című angol Wikipédia-szócikk ezen változatának fordításán alapul.  Az eredeti cikk szerkesztőit annak laptörténete sorolja fel. Ez a jelzés csupán a megfogalmazás eredetét és a szerzői jogokat jelzi, nem szolgál a cikkben szereplő információk forrásmegjelöléseként.